# 近藤安月子
近藤 安月子（こんどう あつこ、1950年10月10日 - ）は、日本語教育学者、東京大学名誉教授。
新潟県出身。東京都立戸山高等学校卒、1973年国際基督教大学卒、1976年ミシガン州立大学大学院修士課程修了、1983年コーネル大学大学院修士課程修了、86年同博士課程修了、博士号取得。東京外国語大学助教授、1996年東大教養学部助教授、98年総合文化研究科教授。2016年定年退任、名誉教授。

## 著書
- 『日本語学入門 日本語教師を目指す人のための』研究社 2008
- 『日本語らしさ」の文法』研究社、2018

### 共編著
- 『中・上級日本語教科書日本への招待』東京大学AIKOM日本語プログラム,丸山千歌共編 東京大学出版会 2001
- 『上級日本語教科書文化へのまなざし』東京大学AIKOM日本語プログラム,丸山千歌共編著 東京大学出版会 2005
- 『研究社日本語教育事典』小森和子共編 研究社 2012
- 『日本語文法の論点43 「日本語らしさ」のナゾが氷解する』姫野伴子共編著 研究社 2012
- 『中級日本語教科書わたしの見つけた日本』丸山千歌,有吉英心子共編著 東京大学出版会 2013

## 関連人物
- 本間茂雄 - 元体操選手。同郷かつ高校の先輩。
- 永田俊一 - 元大蔵官僚。同上。

## 注
1. ↑  『駒場2001』東大教養学部
2. ↑  名誉教授